# جيمي إيزكويردو
جيمي إيزكويردو هو لاعب كرة قدم إكوادوري في مركز الدفاع، ولد في 28 مايو 1962 في الإكوادور، وتوفي في 23 أبريل 1994 في غواياكيل في الإكوادور بسبب حادث مرور. شارك مع منتخب الإكوادور لكرة القدم. أما مع النوادي، فقد لعب مع نادي برشلونة.

## وصلات خارجية
- جيمي إيزكويردو على موقع قاعدة بيانات كرة القدم.إي يو (الإنجليزية)
- جيمي إيزكويردو على موقع ناشيونال فوتبول تيمز (الإنجليزية)
- جيمي إيزكويردو على موقع عالم كرة القدم.نت (الإنجليزية)